# Лозоватка (притока Сухого Ташлика)
Лозоватка — річка в Україні у Добровеличківському районі Кіровоградської області. Права притока річки Сухого Ташлика (басейн Південного Бугу).

## Опис
Довжина річки приблизно 4,44 км, найкоротша відстань між витоком і гирлом — 4,10  км, коефіцієнт звивистості річки — 1,08 . Формується декількома струмками та загатами.

## Розташування
Бере початок у селі Олександро-Завадське. Тече переважно на південний схід через село Шевченка і впадає у річку Сухий Ташлик, ліву притоку річки Синюхи.

## Цікаві факти
- У XX столітті на річці існували молочно-тваринна ферма (МТФ) та декілька газових свердловин[2].